# 大館市立第一中学校
大館市立第一中学校（おおだてしりつ だいいちちゅうがっこう）は秋田県大館市にある市立中学校。現在の校舎は1980年（昭和55年）に完成した。通称は一中（いっちゅう）。

## 概要
学区は大館市立桂城小学校、大館市立城南小学校、大館市立城西小学校、大館市立上川沿小学校の4小学校の校区と広大である。学区は大館市中心部の旧市街地を含み、秋田県立大館鳳鳴高等学校、秋田県立大館桂高等学校、秋田県立大館高等学校や市役所、裁判所、大館警察署などの公的機関が集中しており、商店街、住宅街、飲食街、農業、工業などの多種多様な職種によって構成されている。
このような地域の状況から保護者の職業も多岐にわたっているが、教育に関する関心はきわめて高く、高校への進学希望は98% に及んでいる。一時は1,500人を超える生徒数であったが、2006年度はその半分以下の600人弱を割る状況となっている。また、秋田県北部で生徒数が一番多い。

## 所在地
- 秋田県大館市北神明町10番1号

## 校訓
- 英知
- 友愛
- 忍耐

## 沿革
- 1947年（昭和22年）5月1日 - 北秋田郡大館町に大館中学校として開校する。[1]
- 1948年（昭和23年） - 長谷川善四郎がデザインする校章「雪の結晶」を制定。
- 1949年（昭和24年）1月 - 現在地に第一校舎が完成する。
- 1951年（昭和26年）
  - 2月 - 大館町釈迦内村組合立大館中学校に改名する。
  - 4月 - 大館市が発足したのにともない、大館市立第一中学校に改称する。
  - 10月 - 校歌（作詞・村木清一郎、作曲・武田昭三）制定。[1]
- 1955年（昭和30年） - 正門の完成。
- 1960年（昭和35年） - 流感のため1週間臨時休校になる。
- 1965年（昭和40年） - 台風で校舎の一部が吹き飛ばされる。
- 1969年（昭和44年） - 画家山下清が学校に来校。
- 1973年（昭和48年） - 北校舎の階段が崩落。
- 1978年（昭和53年） - 新校舎が完成。
- 1980年（昭和55年） - 上川沿中学校と統合。
- 1983年（昭和58年） - 校訓「英知・友愛・忍耐」が制定。
- 1987年（昭和62年） - 校舎前庭のアスファルトの舗装がされる。
- 1989年（平成元年） - 第1体育館のサーモンのレリーフが完成。
- 1991年（平成3年） - 台風19号で第2体育館の屋根が吹き飛ばされる。
- 1997年（平成9年） - 創立50周年の記念式典決行。
- 2011年 (平成23年） - 武道場完成

## 一中五大祭
以下の5つの学校行事の「五大祭」とよぶ。
- 体育祭
- 合唱祭
- 一中祭
- 結晶祭
- 卒業式

## 委員会活動
- 風紀委員会
- 学習委員会
- 集会委員会
- 美化委員会
- 図書委員会
- 校外生活委員会
- 体育委員会
- PR委員会
- 保健委員会
- 給食委員会
- ボランティア委員会
- 選挙管理委員会
- 雪の結晶委員会
- 生徒会執行部

## 部活動
- 運動部
  - 野球部
  - 陸上競技部
  - バスケットボール部
  - ソフトテニス部
  - 卓球部
  - バレーボール部
  - 柔道部
  - 剣道部
  - サッカー部
  - 水泳部
- 文化部
  - 吹奏楽部
  - 美術部
  - 科学部
  - 放送部

## 周辺
- JR花輪線 東大館駅
- 大館神明社
- 常盤木町郵便局
- 大館市立城西小学校

## 著名出身者
- 藤盛由果 (アナウンサー)